# 네트워크 관리
네트워크 관리(영어: Network management)는 컴퓨터 네트워크를 관리하는 프로세스이다. 이 분야에서 제공하는 서비스에는 결함 분석, 성능 관리, 네트워크 프로비저닝 및 서비스 품질 유지가 포함된다. 네트워크 관리 소프트웨어는 네트워크 관리자가 이러한 기능을 수행하는 데 사용된다.

## 기술
네트워크 및 네트워크 장치 관리를 지원하는 소수의 액세서리 방법이 존재한다. 네트워크 관리를 통해 IT 전문가는 대규모 네트워크 영역 내의 네트워크 구성 요소를 모니터링할 수 있다. 액세스 방법에는 SNMP, 명령줄 인터페이스(CLI), 사용자 지정 XML, CMIP, WMI(윈도우 관리 도구), TL1(트랜잭션 언어 1), CORBA, NETCONF 및 JMX(Java Management Extensions)가 포함된다.
스키마에는 SMI(Structure of Management Information), WBEM, CIM 스키마(Common Information Model) 및 MTOSI가 포함된다.

## 같이 보기
- 네트워크 모니터링